# Sonia de Ignacio-Simó
Sonia de Ignacio-Simo Casas (Tarrasa, Barcelona; 24 de enero de 1971) es una exjugadora de hockey sobre hierba española. Disputó los Juegos Olímpicos de Atlanta 1996 y Sídney 2000 con España, obteniendo un octavo y cuarto puesto, respectivamente. 

## Participaciones en Juegos Olímpicos
- Atlanta 1996, puesto 8.
- Sídney 2000, puesto 4.